# Liste des cavités naturelles les plus longues de l'Aisne
La liste des cavités naturelles les plus longues de l'Aisne recense, sous forme de tableau(x), les cavités souterraines naturelles connues dans ce département français, dont le développement est supérieur ou égal à dix mètres.
La communauté spéléologique considère qu'une cavité souterraine naturelle n'existe vraiment qu'à partir du moment où elle est « inventée » c'est-à-dire découverte (ou redécouverte), inventoriée, topographiée et publiée. Bien sûr, la réalité physique d'une cavité naturelle est la plupart du temps bien antérieure à sa découverte par l'homme ; cependant tant qu'elle n'est pas explorée, mesurée et révélée, la cavité naturelle n'appartient pas au domaine de la connaissance partagée.
La liste spéléométrique des 4 plus longues cavités naturelles de l'Aisne (≥ dix mètres) est actualisée à décembre 2018.
La plus longue cavité souterraine naturelle répertoriée dans le département de l'Aisne est  « la grotte de Coyolles », sur la commune du même nom (cf. ligne 1 du tableau ci-dessous).

## Cavités de l'Aisne (France) dont le développement est supérieur ou égal à 10 mètres
4 cavités de cette classe unique sont recensées au 31-12-2018.
| Réf. | Cavité (autres noms)                 | Commune        | Massif ou zone | Coordonnées (WGS 84)        | Développe. (mètres) | Dénivel. (mètres) | Sources ou références                            | Mise à jour |
| ---- | ------------------------------------ | -------------- | -------------- | --------------------------- | ------------------- | ----------------- | ------------------------------------------------ | ----------- |
| 1    | Grotte de Coyolles                   | Coyolles       |                | 49° 13′ 24″ N, 3° 02′ 43″ E | +000192, m          | +0028, m          | Nuit Minérale & GSA de Mandeure & Spelunca n°127 | 2009-01     |
| 2    | Grotte n° 2 des Roches de l’Ermitage | Saint-Gobain   |                | 49° 35′ 47″ N, 3° 24′ 45″ E | +0 00036, m         | NC                | Spéléométrie de la France                        | 2000-12     |
| 3    | Grotte des Trois Enfants             | Cessières-Suzy |                |                             | +0 00030, m         | NC                | Spéléométrie de la France                        | 2000-12     |
| 4    | Grotte n° 1 des Roches de l’Ermitage | Saint-Gobain   |                | 49° 35′ 47″ N, 3° 24′ 45″ E | +0 00021, m         | NC                | Spéléométrie de la France                        | 2000-12     |